# Clavijo
Clavijo es un municipio de la comunidad autónoma de La Rioja (España), situado en lo alto del final del estribo de los montes de Cameros que bajando de la cordillera Ibérica en dirección norte hacia el valle del Ebro, separa los valles de los ríos Leza e Iregua, así como las comarcas Camero Viejo y Camero Nuevo que comprenden los Cameros. Limita al norte con Alberite, al sur con Soto en Cameros (aldea de Trevijano) y con Leza de Río Leza, al este con Ribafrecha y al oeste con Nalda y con Albelda de Iregua.

## Historia
En las cercanías de la localidad tendría lugar la supuesta batalla de Clavijo en el año 844, en la que Ramiro I de Asturias vencería frente a Abderramán II gracias a la aparición del Apóstol Santiago.
En el año 960 García Sánchez I de Pamplona hizo prisionero al conde Fernán González en Cirueña, confinándole en el Castillo de Clavijo, hecho que constituye la primera referencia documental al Castillo.
La villa aparece en los falsos votos de San Millán de la Cogolla.
El año 1033, Sancho Garcés III de Pamplona dona el castillo al Monasterio de San Martín de Albelda. Parece que en esa época pudieron existir dos castillos, prevaleciendo uno sobre el otro y llevándole a desaparecer.
En 1074 Sancho Garcés IV de Pamplona dona el Castillo a Urraca Íñiguez, donándolo ésta en 1085 al Monasterio de San Prudencio de Monte Laturce a cambio de oraciones por su alma.
El 12 de febrero de 1285, Sancho IV de Castilla, siendo infante, confirma la donación de la villa junto con el Castillo de Clavijo, al concejo de Logroño.
En 1311 Fernando IV devuelve el control de la zona al Monasterio de San Martín de Albelda.
En 1396 Diego López de Zúñiga entregó la villa junto con Baños de Rioja, Huércanos y Bobadilla a su hijo Iñigo Ortiz de Zúñiga, por su matrimonio con Juana, hija bastarda de Carlos III de Navarra.
En 1476, Pedro de Zúñiga, hijo mayor de Diego López de Zúñiga, vendió la villa junto con el castillo a los Condes de Aguilar por 400.000 maravedís.

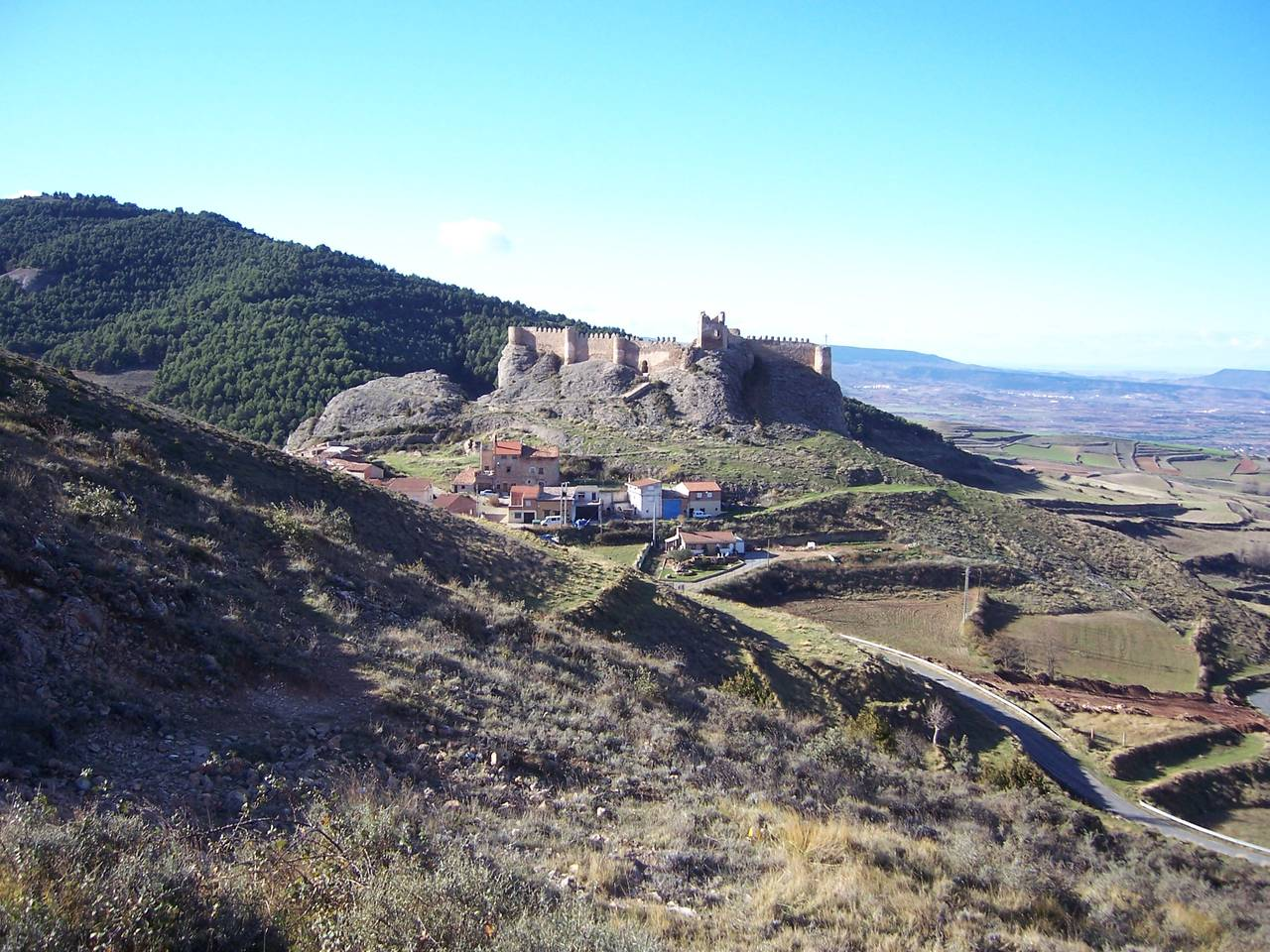
Vista de una parte de Clavijo junto con el Castillo.

## Lugares de interés

### Edificios y monumentos

#### Castillo de Clavijo
Al no conservarse documentación de la época sobre la construcción del castillo no se sabe con exactitud si fue construido por cristianos o por los árabes anteriores  al siglo X, aunque coincide más con estos últimos en construcción y tipología. Se escogió el emplazamiento debido al importante lugar estratégico que ocupaba ya que se edificó sobre una enorme roca de conglomerado que ahora sirve también como lugar de escalada. 
Desde esa zona es fácil controlar los pasos del desfiladero del río Leza y ver gran parte del valle del río Iregua, aunque la mayor parte de las murallas pertenecen a los siglos XII y XIII.
Se cree además que fue construido sobre un castillo anterior, ya que en el año 960 fue llevado preso a este castillo el conde Fernán González, apresado en Cirueña por el Rey de Navarra don García Sánchez y traído hasta aquí desde Pamplona.
El año 923 pasó a manos de los cristianos cuando fue conquistado por Ordoño II de León y Sancho Garcés I de Pamplona.
El 3 de junio de 1931 fue declarado Monumento Histórico Artístico.
En 1969 es donado a la Diputación Provincial de Logroño, siendo restaurado en parte en 1970.
En 1999 el arquitecto Julio Sabrás restaura parcialmente la Torre del Homenaje.
Actualmente sólo se conservan algunos muros. 

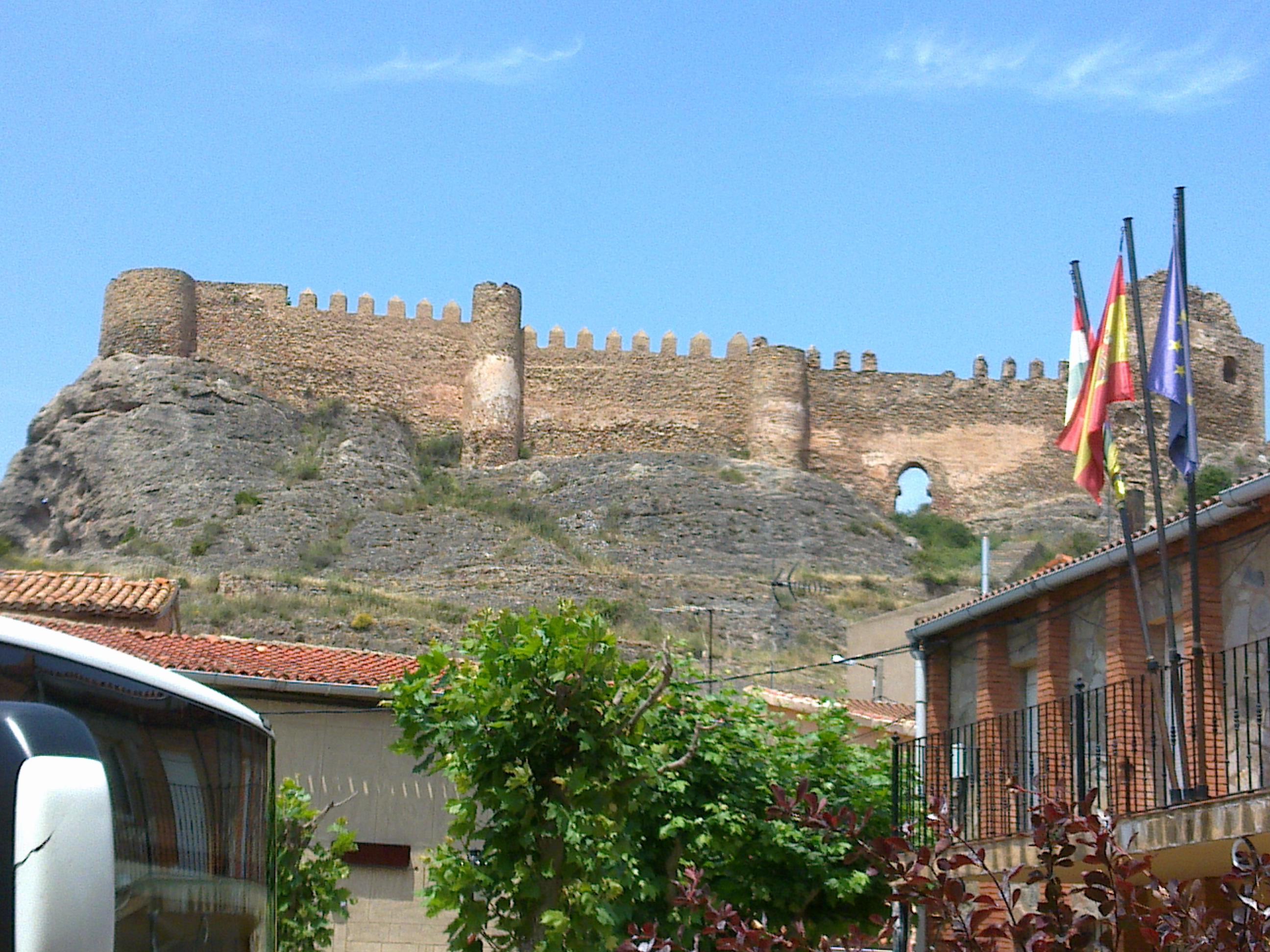
Castillo de Clavijo desde el centro del pueblo

Existe la leyenda de que el Apóstol Santiago durante la reconquista, vino en un caballo blanco a ayudar al Rey Ramiro de Asturias a luchar contra los árabes tras la negativa del rey a rendirles tributo, como por ejemplo el de "las cien doncellas".

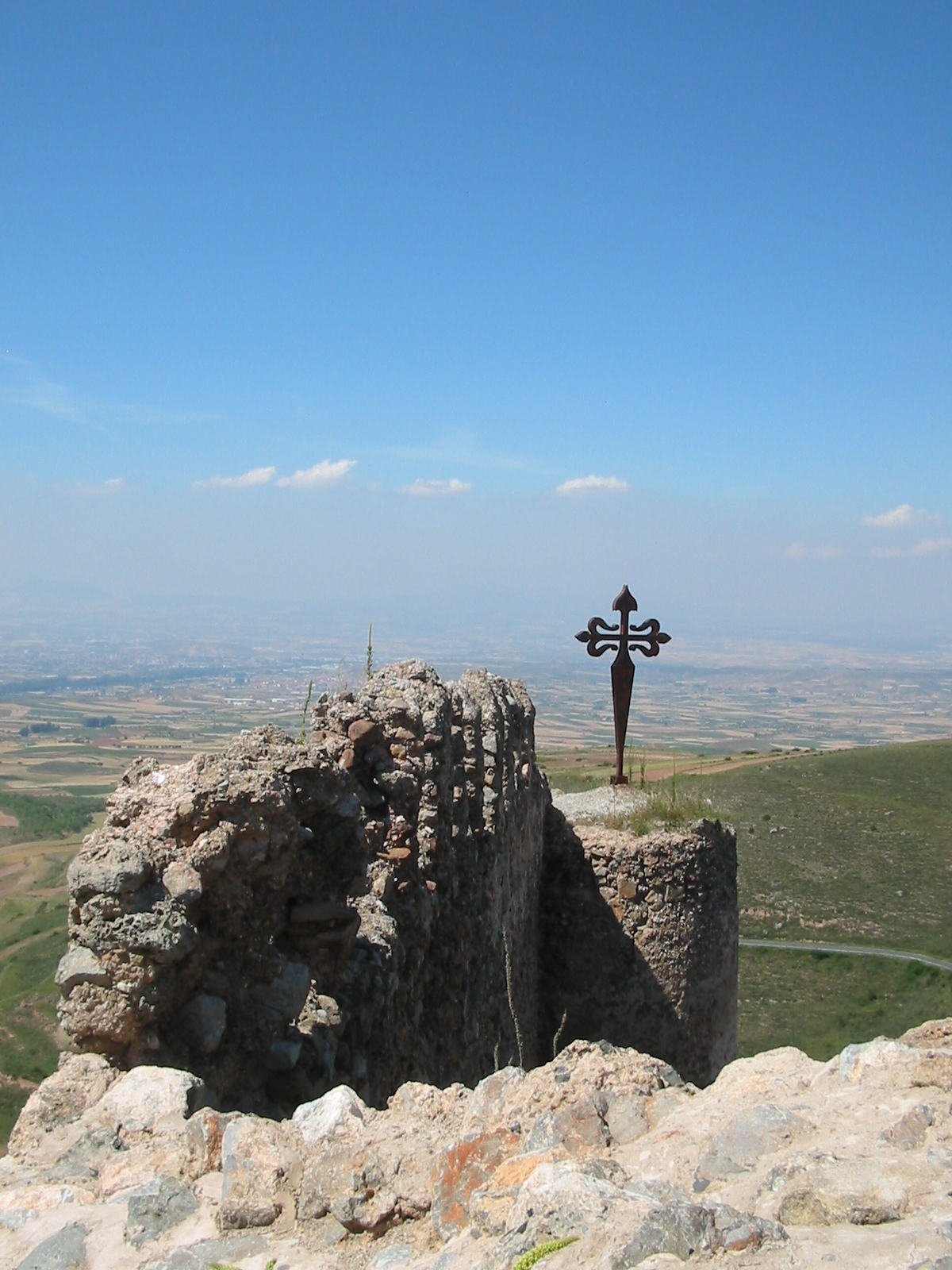
Cruz de Santiago en el Castillo de Clavijo

Por esta leyenda en el Castillo de Clavijo se encuentra la cruz de Santiago, que forma parte del Escudo de La Rioja.

#### Monasterio de San Prudencio de Monte Laturce
En el barranco de Fuentezuela a 800 m de altitud, se hallan las ruinas del Monasterio de San Prudencio de Monte Laturce creado hacia el año 925 bajo la regla de San Agustín, junto al sepulcro de San Prudencio, el actual patrón de Álava. En el año 950 la congregación pasó a depender del Monasterio de San Martín de Albelda. En el siglo XII los monjes adoptan la regla del Císter.
En él se conservaron además de las reliquias de Prudencio las de San Funes (obispo de Calahorra), siendo también panteón de algunos señores de Cameros
Fue abandonado en 1836, año en el que se produjo la expulsión de los monjes de manera permanente por la Desamortización de Mendizábal que decretó la extinción de las órdenes religiosas.

#### Real Basílica de Santiago

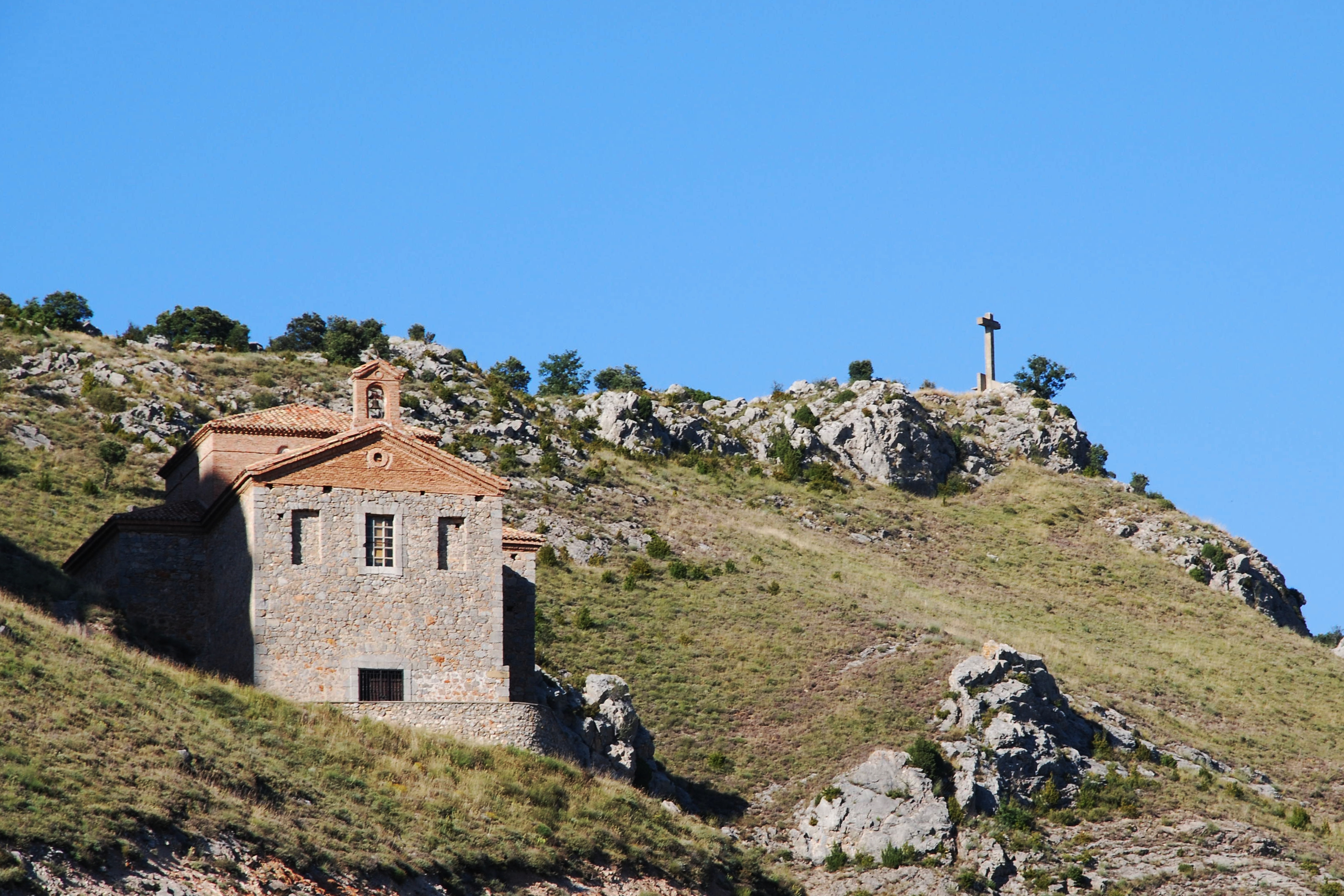
Real Basílica de Santiago.

En la ladera del monte Laturce, a 945 m se encuentra la Ermita de Santiago. Fue construida en el siglo XVIII de sillería y ladrillo, sustituyendo a una ermita anterior construida por el rey Ramiro.

#### Iglesia Parroquial de la Asunción

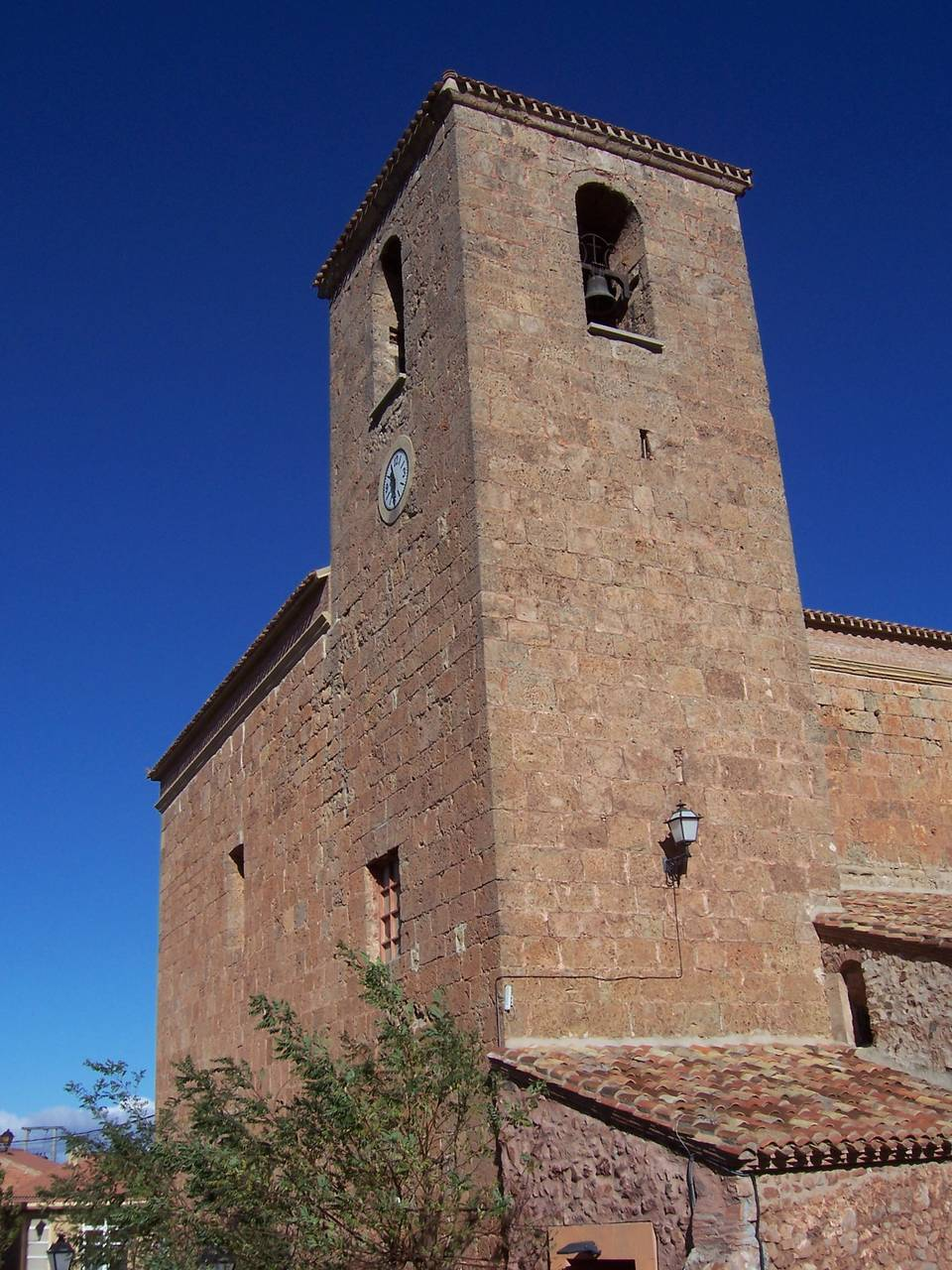
Iglesia Parroquial de la Asunción.

Se construyó en piedra de sillería entre los siglos XVI y XVII.
Hasta el 4 de septiembre de 1885 estuvo dedicada a Nuestra Señora de la Anunciación.

## Geografía humana

### Demografía
Cuenta con una población de 296 habitantes (INE 2024).
| Gráfica de evolución demográfica de Clavijo entre 1842 y 2021                                                         |
| |
| Población de derecho según los censos de población del INE. Población de hecho según los censos de población del INE. |

Clavijo siempre ha sido una localidad pequeña, pero durante el éxodo rural de los años 70 y 80 el pueblo sufrió un descenso demográfico dejándolo por debajo de los 200 habitantes. A pesar de dicho éxodo, su cercanía con Logroño, minimizó dicho descenso, siendo más leve que en otros municipios riojanos.
Desde principios de siglo XXI, gracias a la construcción de nuevas viviendas, principalmente en el núcleo de La Unión, así como su cercanía de Logroño, así como la buena comunicación del municipio a través de transporte público, han hecho que el municipio haya ganado población de una forma gradual. Actualmente se ha llegado al punto en el que la pedanía de La Unión posee más población que el núcleo principal de Clavijo, siendo esta una población mucho más joven, mientras que Clavijo se encuentra más envejecida.

### Demografía reciente del núcleo principal
Clavijo (localidad) contaba al 1 de enero de 2020 una población de 88 habitantes, 57 hombres y 31 mujeres.
| Gráfica de evolución demográfica de Clavijo (localidad) entre 2000 y 2020                        |
|                                                                                                  |
| Población de derecho (2000-2020) según los censos de población del INE a 1 de enero de cada año. |

### Población por núcleos
| Núcleos                        | Habitantes (2000) | Habitantes (2010) | Habitantes (2020 |
| ------------------------------ | ----------------- | ----------------- | ---------------- |
| Clavijo                        | 84                | 108               | 88               |
| La Unión de los Tres Ejércitos | 106               | 172               | 181              |

## Administración
| Periodo   | Nombre                                                                             | Partido                                     |
| --------- | ---------------------------------------------------------------------------------- | ------------------------------------------- |
| 1979-1983 | José Antonio Sáenz del Pozo                                                        | Democracia Municipal                        |
| 1983-1987 | Tomás Terroba Gutiérrez                                                            | Independientes                              |
| 1987-1991 | Mª Soledad Léon Hurtado                                                            | PDP                                         |
| 1991-1995 | José Antonio López Lumbreras/Roberto García Gutiérrez/José Antonio López Lumbreras | PP /Indep./ PP                              |
| 1995-1999 | José Antonio López Lumbreras                                                       | PP                                          |
| 1999-2003 | Encarnación Albelda Iturriaga                                                      | PP                                          |
| 2003-2007 | Encarnación Albelda Iturriaga                                                      | PP                                          |
| 2007-2011 | Francisco Javier Pérez Diego                                                       | Candidatura Independiente por Clavijo (CIC) |
| 2011-2015 | José Fernando Porres Castillo                                                      | Candidatura Independiente por Clavijo (CIC) |
| 2015-2019 | Encarnación Albelda Iturriaga                                                      | PP                                          |
| 2019-2023 | Joaquín Martínez Martínez                                                          | PP                                          |
| 2023-act. | Pedro Muro Martínez                                                                | PP                                          |

## Economía
Centra su actividad en la agricultura, con cultivos de cereal, vid y olivo, y en la ganadería, con vacuno, ovino y caprino

## Deporte
En la pared oeste del monte del castillo, se encuentra la que junto con la de Arnedillo es la escuela de escalada más importante de La Rioja.

## Fiestas locales
- El 25 de julio, festividad de Santiago Apóstol. Se realiza una procesión desde la iglesia de la Asunción llevando al Santo hasta la Basílica de Santiago en Monte Laturce. Junto a Santiago es procesionada también una imagen de la Virgen de Tentudía (llamada así por la petición realizada a la Virgen durante la Batalla de Clavijo para que paralizase el día y así ganar la batalla) a hombros de las mujeres de Clavijo. Las imágenes permanecerán allí hasta el 23 de mayo del año siguiente.
- 29 de septiembre, fiestas patronales en honor de San Miguel.

## Literatura
- Reiner, Ernesto. Viaje por el Camero Viejo. Logroño: 1984. ISBN 84-398-2054-2